# ديف إيفانز (صحفي)
ديف إيفانز (بالإنجليزية: Dave Evans)‏ هو صحفي وصحفي سياسي أمريكي، ولد في 1962.